# Vladimir Harkonnen
Vladimir Harkonnen báró (10110-10193) Frank Herbert A Dűne című regényének kitalált alakja. Az első regényben tűnik fel. A Nemes házak tagja.

## Élete
Hivatalos címe: sziridár (bolygókormányzó) báró. Egyenesági leszármazottja a corrini csata után gyávasága miatt száműzött Abulurd Harkonnen bárónak. A ház felemelkedését a bálnabőrpiaci manővereknek köszönheti. Az arrakisi melanzsvagyon megerősítette gazdasági hatalmukat. A lázadás során életét vesztette. Címét rövid időre Feyd-Rautha Harkonnen örökölte.
Lánya Lady Jessica Tisztelendő Anya, legfőbb ellenségének, Leto Atreidesnek az ágyasa lesz.
Az Alia halála utáni 5029-ik évben néhány megmaradt sejtjéből gholát készítenek, ami később visszanyeri genetikai emlékezetét is, így gyakorlatilag a báró újra 'életre kel' (ld.: A Dűne vadászai).